# Ельмштайн
Ельмштайн (нім. Elmstein) — громада в Німеччині, розташована в землі Рейнланд-Пфальц. Входить до складу району Бад-Дюркгайм. Складова частина об'єднання громад Ламбрехт (Пфальц).
Площа — 75,69 км2. Населення становить 4302 ос. (станом на 31 грудня 2020).

## Галерея

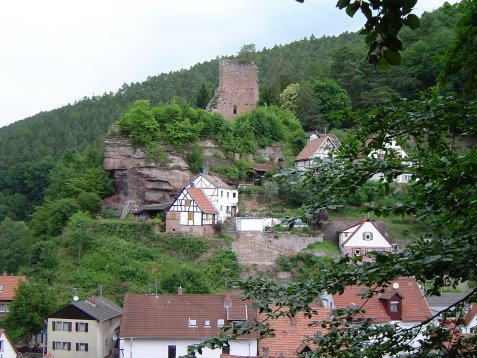
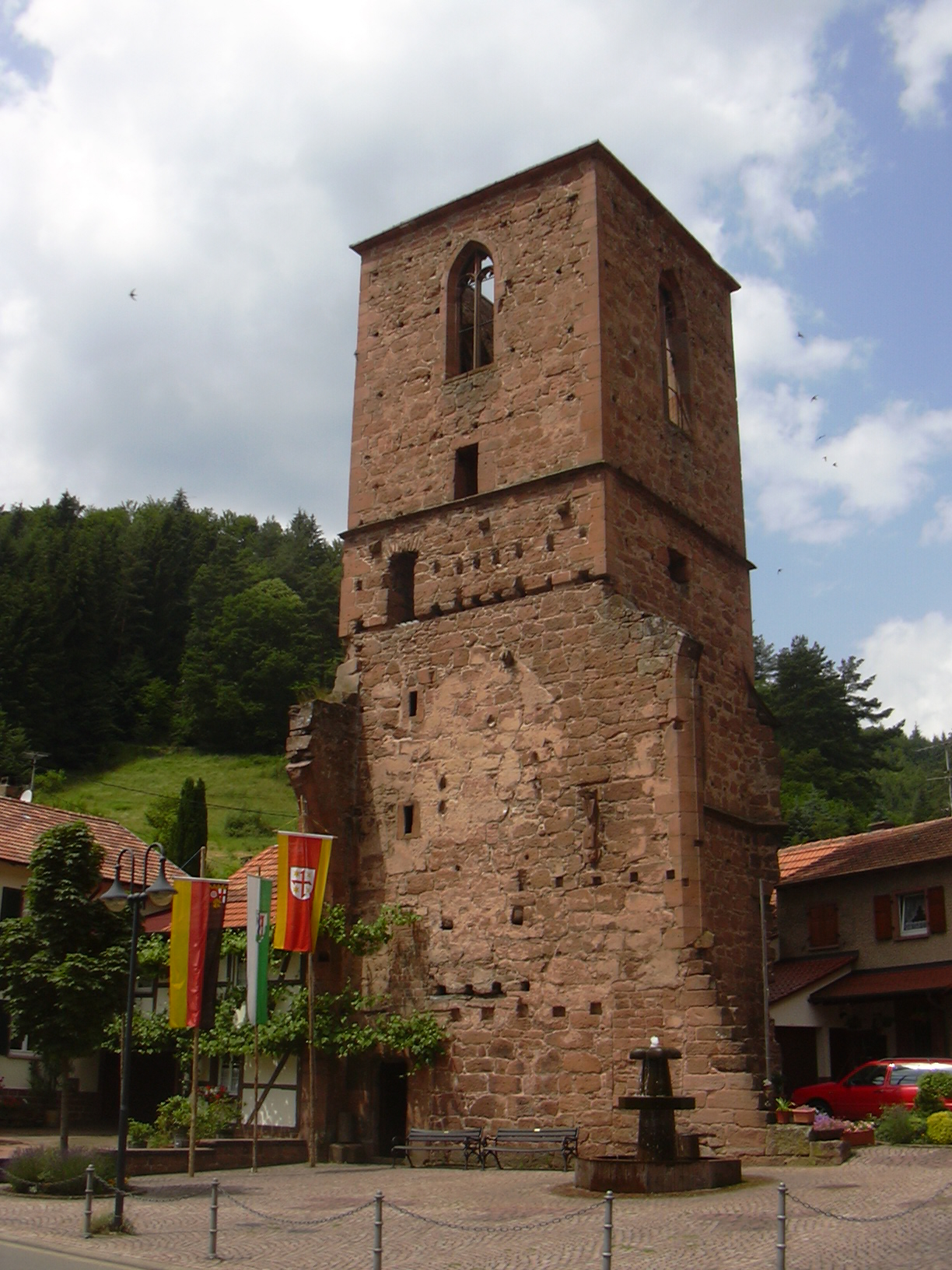